# Setmana Catalana de 1997
La Setmana Catalana de 1997, va ser la 34a edició de la Setmana Catalana de Ciclisme. Es disputà en 6 etapes del 24 al 28 de març de 1997. El vencedor final fou l'espanyol Juan Carlos Domínguez de l'equip Kelme-Costa Blanca per davant d'Alex Zülle i Viatxeslav Iekímov.
La falta d'una etapa amb arribada amb muntanya feia que les bonificacions que es donaven al final d'etapa (6", 4" i 2") i a les metes volants (3", 2" i 1"), es veiessin com un estímul per aconseguir la victòria final. Però fou la contrarellotge de l'últim dia a Montjuïc que va decidir el triomf. Domínguez aconseguia guanyar a Zülle tant a l'etapa com a la cursa.

## Etapes
| Etapa | Data       | Ciutats d'etapa                                         | km    | Vencedor de l'etapa         | Líder de la general         |
| ----- | ---------- | ------------------------------------------------------- | ----- | --------------------------- | --------------------------- |
| 1a    | 24 de març | Lloret de Mar – Lloret de Mar                           | 160,0 | George Hincapie (USA)       | George Hincapie (USA)       |
| 2a    | 25 de març | Lloret de Mar – L'Hospitalet de Llobregat               | 202,4 | Serguej Smetanine (RUS)     | Fabrizio Bontempi (ITA)     |
| 3a    | 26 de març | L'Hospitalet de Llobregat - Andorra la Vella ( Andorra) | 207,0 | Viatxeslav Iekímov (RUS)    | Fabrizio Bontempi (ITA)     |
| 4a    | 27 de març | Andorra la Vella - Santa Coloma de Gramenet             | 208,0 | Silvio Martinello (ITA)     | Stuart O'Grady (AUS)        |
| 5a A  | 28 de març | Santa Coloma de Gramenet - Rubí                         | 75,0  | Mario Traversoni (ITA)      | Stuart O'Grady (AUS)        |
| 5a B  | 28 de març | Circuit de Montjuïc (CRI)                               | 12,0  | Juan Carlos Domínguez (ESP) | Juan Carlos Domínguez (ESP) |

### 1a etapa[1]
24-03-1997: Lloret de Mar, 160,0 km.:
|   | Ciclista                | Equip      | Temps      |
| - | ----------------------- | ---------- | ---------- |
| 1 | George Hincapie (USA)   | US Postal  | 4h 11' 40" |
| 2 | Fabrizio Bontempi (ITA) | Brescialat | m. t.      |
| 3 | Stuart O'Grady (AUS)    | GAN        | m. t.      |

### 2a etapa[2]
25-03-1997: Lloret de Mar – L'Hospitalet de Llobregat, 202,4 km.
|   | Ciclista                 | Equip                 | Temps      |
| - | ------------------------ | --------------------- | ---------- |
| 1 | Serguej Smetanine (RUS)  | Estepona-Cafés Toscaf | 5h 11' 43" |
| 2 | Stuart O'Grady (AUS)     | GAN                   | m. t.      |
| 3 | Viatxeslav Iekímov (RUS) | US Postal             | m. t.      |

### 3a etapa[3]
26-03-1997: L'Hospitalet de Llobregat - Andorra la Vella, 207,0 km.:
|   | Ciclista                 | Equip                 | Temps      |
| - | ------------------------ | --------------------- | ---------- |
| 1 | Viatxeslav Iekímov (RUS) | US Postal             | 5h 24' 32" |
| 2 | Serguej Smetanine (RUS)  | Estepona-Cafés Toscaf | m. t.      |
| 3 | Mario Traversoni (ITA)   | Mercatone Uno-Wega    | m. t.      |

### 4a etapa[4]
27-03-1997: Andorra la Vella - Santa Coloma de Gramenet, 208,0 km.:
|   | Ciclista                | Equip           | Temps      |
| - | ----------------------- | --------------- | ---------- |
| 1 | Silvio Martinello (ITA) | Saeco           | 5h 08' 07" |
| 2 | Stuart O'Grady (AUS)    | GAN             | m. t.      |
| 3 | Jeroen Blijlevens (NED) | TVM-Farm Frites | + 02"      |

### 5a etapa A[5]
28-03-1997: Santa Coloma de Gramenet - Rubí, 75,0 km.:
|   | Ciclista                | Equip                 | Temps      |
| - | ----------------------- | --------------------- | ---------- |
| 1 | Mario Traversoni (ITA)  | Mercatone Uno-Wega    | 1h 36' 00" |
| 2 | Serguej Smetanine (RUS) | Estepona-Cafés Toscaf | m.t        |
| 3 | Alex Zülle (SUI)        | ONCE                  | m.t        |

### 5a etapa B[5]
28-03-1997: Circuit de Montjuïc (CRI), 12,0 km.:
|   | Ciclista                    | Equip              | Temps   |
| - | --------------------------- | ------------------ | ------- |
| 1 | Juan Carlos Domínguez (ESP) | Kelme-Costa Blanca | 15' 48" |
| 2 | Alex Zülle (SUI)            | ONCE               | + 01"   |
| 3 | Henk Vogels (AUS)           | GAN                | + 27"   |

## Classificació General
|    | Ciclista                    | Equip                 | Punts       |
| -- | --------------------------- | --------------------- | ----------- |
| 1  | Juan Carlos Domínguez (ESP) | Kelme-Costa Blanca    | 21h 47' 49" |
| 2  | Alex Zülle (SUI)            | ONCE                  | + 04"       |
| 3  | Viatxeslav Iekímov (RUS)    | US Postal             | + 24"       |
| 4  | Vítor Gamito (POR)          | Estepona-Cafés Toscaf | + 38"       |
| 5  | Johan Bruyneel (BEL)        | Rabobank              | + 41"       |
| 6  | Francesco Casagrande (ITA)  | Saeco                 | + 45"       |
| 7  | Melcior Mauri (ESP)         | ONCE                  | m. t.       |
| 8  | Michael Boogerd (NED)       | Rabobank              | + 46"       |
| 9  | Roberto Heras (ESP)         | Kelme-Costa Blanca    | + 47"       |
| 10 | Marco Pantani (ITA)         | Mercatone Uno-Wega    | + 51"       |